# Gymnocnemia variegata
Gymnocnemia variegata är en insektsart som först beskrevs av Schneider 1845.  Gymnocnemia variegata ingår i släktet Gymnocnemia och familjen myrlejonsländor. Inga underarter finns listade i Catalogue of Life.